# Alexandru Scarlat Ghica
Pentru alte persoane omonime vedeți Alexandru Ghica.

Alexandru Scarlat Ghica (? – 1768<), a fost un domnitor al Țării Românești între 12 decembrie 1766 - 28 octombrie 1768. Era fiul lui Scarlat Ghica.
A fost mazilit de turci pentru că a permis în țară recrutarea de militari pentru armata rusă.
1. ↑  Genealogics